# Cierniogonek blady
Cierniogonek blady (Leptasthenura aegithaloides) – gatunek małego ptaka z rodziny garncarzowatych (Furnariidae). Występuje w zachodniej i południowej części Ameryki Południowej. Jest pospolity, nie jest zagrożony wyginięciem.

## Systematyka
Gatunek po raz pierwszy zgodnie z zasadami nazewnictwa binominalnego opisał von Kittlitz, nadając mu nazwę Synnalaxis Aegithaloïdes. Opis ukazał się w 1830 roku w „Mémoires présentés à l'Académie impériale des Sciences de St.-Pétersbourg par divers Savans et lus dans ses assemblées”. Holotyp pochodził z okolic Valparaíso w Chile. Obecnie gatunek umieszczany jest w rodzaju Leptasthenura. IOC wyróżnia cztery podgatunki L. aegithaloides:
- L. a. grisescens Hellmayr, 1925
- L. a. berlepschi Hartert, E, 1909 – cierniogonek płowy[7]
- L. a. aegithaloides (Kittlitz, 1830) – cierniogonek blady[7]
- L. a. pallida Dabbene, 1920 – cierniogonek patagoński[7]

Niektórzy autorzy uznają cierniogonka płowego i cierniogonka patagońskiego za osobne gatunki.

### Etymologia
- Leptasthenura: gr. λεπτος leptos „cienki”; ασθενης asthenes „słaby”; ουρα oura „ogon”[15].
- aegithaloides: rodzaj Aegithalos Hermann, 1804 (raniuszek); gr. -οιδης „przypominający”, „być podobnym”[16].

## Morfologia
Nieduży, smukły ptak z krótkim dziobem, którego górna część jest barwy od czarniawej do ciemnoszarej, a dolna od ciemnorogowej do zielonkawoszarej. Tęczówki brązowe. Nogi ciemnoszarobrązowe lub czarniawe. Pióra czoła i górnej części głowy tworzą ciemnobrązową czapeczkę ze złotobrązowymi poziomymi smugami. Od nasady dzioba poprzez oko rozciąga się białawy pasek. Policzki i płaty zauszne ciemnobrązowe z białawymi smugami rozciągającymi się także na kark, tył głowy oraz część szyi. Kark i górna część pleców matowobrązowe z niewielkimi jasnymi smugami. Gardło białawe z ciemniejszymi smugami. Reszta piersi i brzuch matowa, szarobrązowa. Ogon długi, wyraźnie stopniowany, środkowe sterówki najdłuższe, zewnętrzne krótkie, wszystkie w kolorze brązowym z bledszymi brzegami. Pokrywy skrzydeł matowe, szarobrązowe, z rdzawymi odcieniami w środkowej części. Obie płcie wyglądają tak samo. Młode osobniki mają lekko nakrapiane plecy, mało wyraźne smugi na gardle i głowie. Podgatunek L. a. grisescens jest bledszy, ma jaśniejsze i szersze paski na czapeczce, szary grzbiet. Podgatunek L. a. pallida ma proporcjonalnie najdłuższy ogon i skrzydła, jaśniejszą górną część ciała, bladocynamonową czapeczkę, wyraźnie kontrastujące z czapeczką blade płowożółte prążki na szyi. L. a. berlepschi są nieco większe i bardziej masywne w porównaniu z pozostałymi podgatunkami. Mają także krótszy ogon, wyraźniejszą cynamonową czapeczkę i bardziej płowy brzuch. Podgatunek nominatywny ma długość ciała około 14–18 cm, masa ciała 7,5–11 g, L. a. berlepschi długość ciała około 15–18 cm, masa ciała 7,5–10 g, a L. a. pallida długość ciała około 15–18 cm.

## Zasięg występowania
Występuje w zachodniej i południowej części Ameryki Południowej od południowych części peruwiańskich Andów do Patagonii, na wysokości od prawie poziomu morza do 2500 m n.p.m. Podgatunek L. a. berlepschi zamieszkuje wysokie partie gór od 3500 do 4300 m n.p.m. w Peru i od 2000 do 4200 m n.p.m. w północnym Chile i północno-zachodniej Argentynie. Jest w zasadzie gatunkiem osiadłym, jednak podgatunek L. a. pallida po sezonie lęgowym podejmuje migracje na północ. Poszczególne podgatunki występują:
- L. a. grisescens – na przybrzeżnych stokach Andów w południowym Peru (od regionu Arequipa do regionu Tacna) oraz w północnym Chile na południe do regionu Atakama,
- L. a. berlepschi – w Andach – w południowym Peru (w środkowej części regionu Puno i wschodniej części regionu Tacna), północnym Chile (regiony Tarapacá i Antofagasta), zachodniej Boliwii (od departamentu La Paz na południe do Potosí) i północno-zachodniej Argentynie (od prowincji Jujuy na południe po prowincję Catamarca),
- L. a. aegithaloides – w środkowym Chile od południowego Coquimbo do północnego Aysén,
- L. a. pallida – w zachodniej i południowej Argentynie (od prowincji La Rioja, południowo-zachodniej części Buenos Aires i południowej części La Pampa na południe do prowincji Santa Cruz) oraz w południowym Chile w regionach Aysén i Magallanes. Południowa część populacji migruje zimą na północ do środkowej i północnej Argentyny (prowincje Catamarca, Tucumán, Buenos Aires).

Zasięg występowania podgatunków
L. a. aegithaloides i L. a. grisescens
L. a. berlepschi
L. a. pallida      występuje przez cały rok      tylko poza sezonem lęgowym

## Ekologia
Jego głównym habitatem są suche zarośla nizinne i zarośla górskie, także lasy otwarte, obrzeża lasów, parki, czasami także ogrody i żywopłoty. L. a. berlepschi zamieszkuje łąki Puny i Altiplano z rzadko występującymi zaroślami, głównie w okolicach zamieszkałych przez człowieka. L. a. pallida zasiedla suche zarośla i zadrzewienia w strefie przejściowej pomiędzy lasem a stepem, zarośla (m.in. łobody) na zasolonych równinach, a także cierniste suche lasy. Żywi się głównie stawonogami. Żeruje zazwyczaj w parach lub w małych grupach rodzinnych. W sezonie pozalęgowym spotykany jest w grupach do 40 osobników. Łączy się w stada z innymi gatunkami np. dzięciołem kreskowanym (Veniliornis lignarius), strzyżykiem śpiewnym (Troglodytes aedon) czy koszykarkiem ciemnosternym (Pseudasthenes humicola). Żeruje głównie w dolnych partiach od ziemi do około 2 m, zbierając pożywienie z liści i gałęzi, sporadycznie z traw i ziemi.

### Rozmnażanie
Rozmnaża się w okresie wiosny–lata, w środkowym Chile od września do października, w północnym Chile w październiku i listopadzie. Prawdopodobnie gatunek monogamiczny. Niewielkie gniazdo o średnicy 8–12 cm zbudowane z gałązek, piór i włosia umieszcza w dziuplach drzew lub dużych kaktusów, w szczelinach w skałach, klifach czy nasypach ziemnych, niekiedy w szczelinach budynków czy w budkach lęgowych. Zajmuje także opustoszałe gniazda innych ptaków np. z rodzaju Asthenes, rzadko większych ptaków np. agui rdzawogrzbietowej (Geranoaetus polyosoma), agui wielkiej (Geranoaetus melanoleucus) czy papugi mnichy (Myiopsitta monachus). W zniesieniu zazwyczaj 2–4 jaja.

## Status
W Czerwonej księdze gatunków zagrożonych IUCN od 2016 roku cierniogonki blady, płowy i patagoński klasyfikowane są jako osobne gatunki; każdy z nich zaliczany jest do kategorii najmniejszej troski (LC – Least Concern). Zasięg występowania cierniogonka bladego (L. a. aegithaloides i L. a. grisescens) według szacunków organizacji BirdLife International obejmuje około 1,19 mln km², cierniogonka płowego L. a. berlepschi 0,407 mln km², a cierniogonka patagońskiego L. a. pallida około 1,52 mln km². Liczebność populacji nie została oszacowana, przed podziałem taksonomicznym gatunek opisywany był jako pospolity. Ze względu na brak dowodów na spadki liczebności bądź istotne zagrożenia, BirdLife International uznaje trend liczebności populacji tych trzech taksonów za stabilny.